# Let a Boy Cry
Singles de Gala
Freed from Desire
(1996) Come into My Life
(1997)
Let a Boy Cry est une chanson interprétée par la chanteuse italienne Gala, sortie en single en janvier 1997. Elle a été écrite et composée par Filippo Andrea Carmeni, Gala Rizzatto et Maurizio Molella (it). 
Second titre extrait de l'album Come into My Life après Freed from Desire, il se classe, comme son prédécesseur, en tête des ventes en France et en Belgique. Il accède également à la 1re place en Italie et connaît le succès dans plusieurs pays d'Europe.

## Liste des titres
CD single
1. Let a Boy Cry (edit mix) — 3:20
2. Let a Boy Cry (full vocals mix) — 5:06

CD maxi
1. Let a Boy Cry (edit mix) — 3:20
2. Let a Boy Cry (full vocals mix) — 5:06
3. Let a Boy Cry (the glittering mix) — 7:16

Maxi 45 tours
1. Let a Boy Cry (full vocals mix) — 5:06
2. Let a Boy Cry (edit mix) — 3:20
3. Let a Boy Cry (the glittering mix) — 7:16

## Classements et certifications
| Classement (1997)                       | Meilleure position |
| --------------------------------------- | ------------------ |
| Belgique (Flandre Ultratop 50 Dance)    | 16                 |
| Belgique (Flandre Ultratop 50 Singles)  | 1                  |
| Belgique (Wallonie Ultratop 50 Dance)   | 16                 |
| Belgique (Wallonie Ultratop 50 Singles) | 1                  |
| Europe (Eurochart Hot 100)              | 3                  |
| France (SNEP)                           | 1                  |
| Irlande (IRMA)                          | 17                 |
| Italie (FIMI)                           | 1                  |
| Pays-Bas (Nederlandse Top 40)           | 9                  |
| Pays-Bas (Single Top 100)               | 11                 |
| Royaume-Uni (UK Singles Chart)          | 11                 |
| Suisse (Schweizer Hitparade)            | 23                 |

| Pays           | Certification |
| -------------- | ------------- |
| Belgique (BEA) | Platine       |
| France (SNEP)  | Platine       |